# Kamenná chata pod Chopkom
Kamenná chata pod Chopkom (potocznie Kamienka) – schronisko turystyczne w Tatrach Niżnych na Słowacji. 

## Opis i położenie
Znajduje się pod szczytem Chopoku, na głównym grzbiecie Tatr Niżnych. Jest trzecim najwyżej położonym schroniskiem górskim na Słowacji po Chacie pod Rysami i schronisku Téry'ego w Tatrach Wysokich.
Służyło pierwotnie jako kamienna noclegownia dla robotników, zatrudnionych przy budowie kolei linowej. Jako schronisko zaczęło działać w 1996, w 2003 został dobudowany drewniany taras, a 3 lata później zaczęła się gruntowna rekonstrukcja, podczas której wybudowano poddasze. Obecnie oferuje nocleg dla 25 osób w sali zbiorowej.
Schronisko ma wyjątkowe położenie, gdyż jest usytuowane tylko kilkadziesiąt metrów od górnej stacji kolei gondolowej, a obok schroniska prowadzi   Szlak Bohaterów SNP, najdłuższy dalekobieżny, górski znakowany szlak turystyczny na Słowacji. Służy jako miejsce dla odpoczynku i punkt uzupełnienia zapasów turystów wysokogórskich przy zimowych i letnich przejściach grzbietem Tatr Niżnych.
Służy jako cel wycieczek pieszych i punkt wyjściowy dla wejść na najwyższe szczyty pasma (Dziumbier, Chopok, Deresze).

## Szlaki turystyczne
- czerwonym Szlakiem Bohaterów SNP ze wschodu od Dziumbiera, ewentualnie z zachodu od Dereszy
- żółtym z Talów przez Trangoškę
- niebieskim z Lukovej